# Macedończyk
Macedończyk – polski film dokumentalny z 2013 roku w reżyserii Petro Aleksowskiego. Opowiada historię przeszło 3500 dzieci (po połowie pochodzenia greckiego i macedońskiego) z greckiej Macedonii, które w czasie wojny domowej w Grecji zostały ewakuowane do Polski. Dzieci Macedońskie, w przeciwieństwie do Greckich kolegów, nie zostały po wojnie uznane przez Grecję za obywateli tego kraju, wobec czego zostały zmuszone do pozostania w Polsce. 
Film uzyskał m.in. Nagrodę Młodego Kina im. Juliusza Machulskiego w kategorii dla najlepszego filmu na 13. Gdańsk DocFilm Festival.